# ISO 3166-2:HT
ISO 3166-2:HT – kody ISO 3166-2 dla podjednostek administracyjnych Haiti.
Kody ISO 3166-2 to część standardu ISO 3166 publikowanego przez Międzynarodową Organizację Normalizacyjną. Kody te są przypisywane głównym jednostkom podziału administracyjnego, takim jak np. województwa czy stany, każdego kraju posiadającego kod w standardzie ISO 3166-1. 
Aktualnie (2020) dla Haiti zdefiniowano kody dla dziesięciu departamentów. 
Pierwsza część oznaczenia to kod Haiti zgodnie z ISO 3166-1, natomiast druga część oznaczenia znajdująca się po myślniku to dwuliterowy kod jednostki administracyjnej. 

## Kody ISO
| Kod ISO | Nazwa jednostki administracyjnej | Nazwa jednostki administracyjnej w języku francuskim | Nazwa jednostki administracyjnej w języku kreolskim haitańskim | Rodzaj jednostki administracyjnej |
| ------- | -------------------------------- | ---------------------------------------------------- | -------------------------------------------------------------- | --------------------------------- |
| HT-AR   | Artibonite                       | Artibonite                                           | Latibonit                                                      | departament                       |
| HT-CE   | Centralny                        | Centre                                               | Sant                                                           | departament                       |
| HT-GA   | Grand'Anse                       | Grande’Anse                                          | Grandans                                                       | departament                       |
| HT-NI   | Nippes                           | Nippes                                               | Nip                                                            | departament                       |
| HT-ND   | Północny                         | Nord                                                 | Nò                                                             | departament                       |
| HT-NE   | Północno-Wschodni                | Nord-Est                                             | Nòdès                                                          | departament                       |
| HT-NO   | Północno-Zachodni                | Nord-Ouest                                           | Nòdwès                                                         | departament                       |
| HT-OU   | Zachodni                         | Ouest                                                | Lwès                                                           | departament                       |
| HT-SD   | Południowo-Wschodni              | Sud                                                  | Sid                                                            | departament                       |
| HT-SE   | Południowy                       | Sud                                                  | Sid                                                            | departament                       |